# Leichtathletik-Weltmeisterschaften der Behinderten 2011/Teilnehmer (Österreich)
| stlisierte Goldmedaille | stlisierte Silbermedaille | stlisierte Bronzemedaille |
| ----------------------- | ------------------------- | ------------------------- |
| 1                       | 1                         | 3                         |

Das Österreichische Paralympische Committee (ÖPC) benannte sechs Sportler und eine Sportlerin zur Teilnahme an den Leichtathletik-Weltmeisterschaften der Behinderten 2011, die fünf Medaillen errangen.

## Ergebnisse

### Frauen
| Athletin      | Wettbewerb      | Vorlauf / Vorkampf | Vorlauf / Vorkampf | Halbfinale   | Halbfinale | Finale       | Finale |
| Athletin      | Wettbewerb      | Zeit / Weite       | Rang               | Zeit / Weite | Rang       | Zeit / Weite | Rang   |
| ------------- | --------------- | ------------------ | ------------------ | ------------ | ---------- | ------------ | ------ |
| Natalija Eder | Weitsprung F13  | –                  | –                  | –            | –          | 3,97 m       | 11     |
| Natalija Eder | Kugelstoßen F12 | –                  | –                  | –            | –          | 9,16 m       | 9      |
| Natalija Eder | Speerwurf F13   | –                  | –                  | –            | –          | 32,77 m SB   | 4      |

### Männer
| Athleten             | Wettbewerb               | Vorlauf / Vorkampf | Vorlauf / Vorkampf | Halbfinale   | Halbfinale | Finale             | Finale |
| Athleten             | Wettbewerb               | Zeit / Weite       | Rang               | Zeit / Weite | Rang       | Zeit / Weite       | Rang   |
| -------------------- | ------------------------ | ------------------ | ------------------ | ------------ | ---------- | ------------------ | ------ |
| Robert Mayer         | 100 m T44                | 12,44 s            | 4                  | –            | –          | nicht qualifiziert | 14     |
| Robert Mayer         | 200 m T44                | Fehlstart          | DQ                 | –            | –          | –                  | –      |
| Günther Matzinger    | 400 m T46                | –                  | –                  | –            | –          | 49,80 s            |        |
| Günther Matzinger    | 800 m T46                | –                  | –                  | –            | –          | 1:54,52 min SB     |        |
| Thomas Geierspichler | 200 m Rennrollstuhl T52  | –                  | –                  | –            | –          | 33,59 s            | 4      |
| Thomas Geierspichler | 400 m Rennrollstuhl T52  | –                  | –                  | –            | –          | 1:02,34 min        |        |
| Thomas Geierspichler | 800 m Rennrollstuhl T52  | –                  | –                  | –            | –          | 2:02,50 min        | 4      |
| Thomas Geierspichler | 1500 m Rennrollstuhl T52 | –                  | –                  | –            | –          | 4:04,92 min        | 2      |
| Thomas Geierspichler | 5000 m Rennrollstuhl T52 | –                  | –                  | –            | –          | 13:58,08 min SB    | 1      |
| Dennis Wliszczak     | Hochsprung F42           | –                  | –                  | –            | –          | 1,50 m             | 5      |
| Andreas Gratt        | Kugelstoßen F54/55/56    | –                  | –                  | –            | –          | 9,06 m             | 10     |
| Bil Marinkovic       | Diskuswurf F11           | –                  | –                  | –            | –          | 36,70 m            |        |
| Bil Marinkovic       | Speerwurf F11            | –                  | –                  | –            | –          | 47,47 m            |        |